# Década de 260 a.C.
Séculos: (Século IV a.C. — Século III a.C. — Século II a.C.)
Décadas: 310 a.C. • 300 a.C. • 290 a.C. • 280 a.C. • 270 a.C. • 260 a.C. • 250 a.C. • 240 a.C. • 230 a.C. • 220 a.C. • 210 a.C.
Anos:
269 a.C. • 268 a.C. • 267 a.C. • 266 a.C. • 265 a.C. • 264 a.C. • 263 a.C. • 262 a.C. • 261 a.C. • 260 a.C.

## Eventos
- Guerra cremonidiana — uma coligação de cidades-estado gregas tenta libertar-se do domínio domínio macedónio e dá início a uma guerra que dura de 267 ou 268 até 261 a.C.. A guerra é incentivada pelos governantes ptolomaicos do Egito, cujas ambições no Egeu eram contrariadas pela marinha de Antígono II Gónatas da Macedónia. Os principais protagonistas do lado grego foram Cremónidas, governante de Atenas, e Areu I, rei de Esparta. O primeiro deu o nome à guerra e o segundo morreu numa batalha decisiva ganha pelos macedónios à portas de Corinto em 265 a.C.. A guerra termina com a vitória dos macedónios, que tomam Atenas e derrotam a frota egípcia que tardiamente vinha em seu auxílio na batalha de Cós, travada ao largo daquela ilha do Egeu oriental em data incerta entre 262 e 256 a.C., possivelmente em 261 a.C.. A guerra marcou o fim dos últimos vestígios da independência pré-helenística das cidades-estado gregas.[1]